# Krzysztof (Atallah)
Krzysztof, imię świeckie Hanna Atallah – duchowny prawosławnego Patriarchatu Jerozolimy, od 2018 arcybiskup Kyriakupolis.

## Życiorys
Chirotonię biskupią otrzymał 15 maja 2018. 30 czerwca 2018 został mianowany przedstawicielem Patriarchatu w Ammanie.